# Mólos (Corfou)
Pour les articles homonymes, voir Mólos.
Mólos (grec moderne : Μώλος) est une localité située dans le dème de Corfou-Sud, dans le district régional de Corfou, dans la périphérie des Îles Ioniennes, en Grèce.
Selon le recensement de 2021, elle compte 418 habitants.